# Dmitry Turaev
Dmitry Turaev (ur. w 1963 w Niżnym Nowogrodzie) – matematyk, od 2013 profesor Imperial College London. Zajmuje się układami dynamicznymi – w szczególności  hamiltonowskimi – i fizyką (optyka, ciemna materia).

## Życiorys
Studia ukończył na Uniwersytecie Łobaczewskiego w Niżnym Nowogrodzie w 1985, gdzie w 1991 uzyskał też stopień doktora (promotorem doktoratu był Leonid Shilnikov). Karierę zawodową rozpoczął na macierzystej uczelni, później pracował w Izraelu, USA i Niemczech. Od 2007 jest związany z Imperial College London, gdzie w 2013 został profesorem.
Swoje prace publikował m.in. w „Nonlinearity”, „Regular and Chaotic Dynamics", „Communications in Mathematical Physics” i „Mathematische Annalen”.
W 2010 roku wygłosił wykład sekcyjny na Międzynarodowym Kongresie Matematyków w Hajdarabadzie, a w 2019 był wyróżnionym prelegentem (keynote speaker) na konferencji Dynamics, Equations and Applications (DEA 2019).